# RAAF Base Richmond
RAAF Base Richmond är en flygbas i Australien. Den ligger i kommunen Hawkesbury och delstaten New South Wales, i den sydöstra delen av landet, omkring 49 kilometer nordväst om delstatshuvudstaden Sydney. RAAF Base Richmond ligger 19 meter över havet.
Runt RAAF Base Richmond är det tätbefolkat, med 343 invånare per kvadratkilometer.. Närmaste större samhälle är Quakers Hill, omkring 18 kilometer sydost om RAAF Base Richmond.
Trakten runt RAAF Base Richmond består till största delen av jordbruksmark. Genomsnittlig årsnederbörd är 1 267 millimeter. Den regnigaste månaden är februari, med i genomsnitt 216 mm nederbörd, och den torraste är juli, med 25 mm nederbörd.